# Перша палаталізація
Перша палаталізація задньоязикових приголосних або перше пом'якшення задньоязикових приголосних — явище в історії ранньої праслов'янської мови, перша з трьох слов'янських палаталізацій. Воно полягає у переході задньоязикових приголосних [ɡ], [k], [x] перед голосними переднього ряду у м'які шиплячі приголосні [ž'], [č'] і [š'].
Приклади подібного явища можна спостерегти як у писемних пам'ятках, так і у сучасних слов'янських мовах (чергування приголосних), а також порівнюючи слова з слов'янських мов зі спорідненими словами в інших індоєвропейських мовах.

## Опис явища
Перша палаталізація — перехід задньоязикових приголосних [g], [k], [x] у м'які шиплячі приголосні (африкати або спіранти) [ž'], [č'] і [š'] перед голосними переднього ряду. До голосних переднього ряду, що спричинювали пом'якшення, відносять успадковані ранньою праслов'янською з праіндоєвропейського мовного стану такі звуки:
- ī — довгий [і], зберіг свою вимову як [і] й у пізнішій праслов'янській мові;
- ǐ — короткий [і], що надалі став редукованим *ь;
- ē — довгий [е], який після палаталізованих [ž], [č] і [š] перейшов у [a], в інших позиціях — у [ě], «ять»;
- ě — короткий [е], зберіг свою вимову як [е] й у пізнішій праслов'янській мові;
- ei̯ — дифтонг, що надалі перейшов у [i];
- Звукосполучення голосних переднього ряду з носовим приголосним *en, *em, *in, *im, які в закритому складі надалі перейшли у носовий *ę (на письмі — ѧ, ę)[3].

Деякі автори відносять до першої палаталізації і пом'якшення приголосних перед *j, але інші розділюють ці явища.

### Фонетичні зміни

#### Перехід *g у *ž
Перед голосними переднього ряду ранньопраслов'янський [g] («ґ») пом'якшившись, перейшов у [dž'] («джь»), а потім — у м'який [ž'] («жь»). Приклади: прасл. *gena («жона», «жінка», пор. грец. γυνή, дав.-в.-нім. quena) > *žena (пор. староцерк.-слов. жена, укр. жона); прасл. *givti («жити», пор. лит. gyti, а також д.-рус. гоити, звідки «ізгой») > *žiti; *genti («жати») > *žęti. Пом'якшенням [g] пояснюється також чергування звуків у коренях *běg/*běž — воно спричинене пом'якшенням *bědž < *bēg. Форма кличного відмінка княже і чергування князь/княжити/княжий теж є результатом першого пом'якшення [g]: для слова князь відновлюють ранньопраслов'янську форму *kъnęgъ, а пізнішу *kъnęzь вважають наслідком третьої палаталізації.

#### Перехід *k у *č
Перед голосними переднього ряду ранньопраслов'янський [k] («к») пом'якшившись, перейшов у [č] («ч»). Приклади: пра-і.є. *kwetwores («чотири» пор. дав.-гр. τέσσαρες, санскр. चत्वारः, catvā́raḥ IAST, лит. keturì, лат. quattuor, ірл. cethir, гот. fidwôr) > прасл. *četyre; ранньо-прасл. *kelnъ («човен») > *čelnъ (пор. д.-рус. челнъ, укр. човен); *krikēti («кричати») > *kričēti/*kričati; прасл. *kisti («лічити», «рахувати», пор. лит. skaityti, латис. skaitīt) > *čisti, *čitati («лічити», «рахувати», «читати»). Результатом першого пом'якшення [k] є і форма кличного відмінка отче і чергування отець/отчий/вітчизна: для слова отець реконструюють ранньопраслов'янську форму *otьkъ, а пізнішу *otьcь також вважають наслідком третьої палаталізації.

#### Перехід *x у *š
Перед голосними переднього ряду ранньопраслов'янський [x] («х») пом'якшившись, перейшов у [š] («ш»). Приклади: *suxiti («сушити») > *sušiti, пра-і.є. *mūs («миша», пор. санскр. मूट् (mūţ IAST), дав.-гр. μῦς, лат. mūs, англ. mouse) > mūxis > прасл. *myšь (перехід пра-і.є. *s у прасл. *x відбувся ще раніше в межах Педерсенового закону); а також чергування приголосних у коренях *dyx-/*dyš- (напр. дихати/задишка), *xod-/*šьd- (напр. ходити/йшов < *xoditi/*šьdlъ).

#### Звукосполучення
Якщо перед задньоязиковим був свистячий приголосний *s чи *z, новоутворений шиплячий асимілював його: *sk > *štš («щь»), *zg > *ždž («жджь»). Наприклад, *bliskēti > *blištšati («блищати»), *drozga («дріжджі», пор. ісл. dregg «осад», стар.-лит. dragės) > droždža, droždži, droždžьje. Якщо між звуками *s і *k чи *z і *g знаходився редукований, пом'якшувався лише задньоязиковий: *pēsŭkēnŭ («піщаний») > *pēsъkēnъ > *pěsъčēnъ > *pěsъčanъ (пор. староцерк.-слов. пѣсъчанъ, але укр. піщаний).
У праслов'янській мові сполучення задньоязикових з *t' (*kt', *gt') не могли знаходитися перед голосними переднього ряду. Після VI ст. н. е. звукосполучення *kt', *gt' теж зазнали палаталізації, рефлекси якої у різних слов'янських мовах можуть бути різними.
- У східних слов'ян *kt' і *gt' переходили в *č' (очевидно, *gt' поперше переходив у *kt'). Приклади: *noktis («ніч», пор. грец. νύξ, род. відм. νυκτός, лит. naktis, нім. Nacht) > *noktь > *noč' (подальші зміни полягають у переході «о» > «і» і ствердінні «ч» в українській, збереженні «о» і м'якого «ч» у російській мові, збереженні «о» і ствердінні «ч» у білоруській); *dъkti («дочка») > *dъktь > dъč', *pektis («піч») > *pektь > *peč' (звук «і» в українському слові «піч» надалі розвинувся з *e через «новий ять» в новозакритому складі). Наявність українських непалаталізованих форм інфінітива ректи, лягти, бігти, могти, пекти при праслов'янських *rekti, *legti, *běgti, *mogti, *pekti пояснюються тим, що вони розвинулися нефонетично, а за аналогією до інших форм (вирівнюванням інфінітивних закінчень)[12]. В інших східнослов'янських мовах спостерігається пом'якшення задньоязикових і в закінченнях інфінітива: біл. бегчы < *běgti, магчы < *mogti, легчы < *legti; рос. діал. бечь < *běč' < *běgti, рос. мочь < *moč' < *mogti, рос. лечь < *leč' < *legti.
- У західних слов'ян *kt', *gt' переходили в *c'. Надалі відбулося ствердіння палаталізованого *c' (*c' > *c). Наприклад, пол. noc («ніч»), córka («дочка»), piec («піч»), móc («могти»); чеськ. noc («ніч»), dcera («дочка»), pec («піч»), moci («могти»).
- У південних слов'ян *kt', *gt' переходили в *š'č'. Наприклад, болг. нощ, дъщеря, пещ, серб. ноћ/noć, ћерка/ćerka, пећ/peć. У сербській мові *š'č' перейшов у [ʨ] (на письмі ћ/ć).

Якщо сполучення *kt, *gt знаходилися перед голосними непереднього ряду, то палаталізація не відбувалася, але вони зазнавали спрощення: *kt, *gt > *t.

### Рефлекси
Первісно всі рефлекси першої палаталізації були м'якими (тому їх записують з апострофами — [ž'], [č'], [š']), і залишаються такими у деяких сучасних слов'янських мовах. В українській і білоруській мовах на XIV—XV ст. звуки «ж», «ш», «ч» зазнали ствердіння, у російській стверділи тільки «ж», «ш», а «ч» залишився м'яким. У білоруській мові фонетичні зміни відбилися в графіці (жыта, шыць, бегчы), у російській про колишню м'якість [ž'] і [š'] нагадують традиційні написання «жи», «ши». Окрім того, давня м'якість цих шиплячих досі зберігається у вятських діалектах російської мови.
У польській мові всі рефлекси першої палаталізації стверділи вже в XVI столітті.
Африкат [dž'], що утворився з [g], у всіх слов'янських мовах перейшов у — [ž'], це пояснюється тим, що дзвінкі африкати протягом всієї історії праслов'янської мови були несталими і невдовзі по завершенні процесу палаталізації dž спростилося до ž.

### Проміжні стадії
На думку А. Лескіна, процес переходу [k] > [č’] був таким: [k] > [k’] > [k'x’] > [t'x’] > [t’š’] > [č’].
О. О. Шахматов запропонував простішу схему: [k’] > [k’ћ’] > [č’]; [g’] > [g’ђ’] > [dž’]; [x’] > [š’]. С. Б. Бернштейн пізніше доповнив її і привів до вигляду: [k’ː] > [kћ'] > [ћ’] > [č’]; [g’ː] > [gђ’] > [ђ’] > [dž’]; [x’ː] > [xś’] > [š’].
Болгарський мовознавець С. Стойков критикує цю схему, вказуюючи, що в разлозьких діалектах болгарської мови (де у XX ст. закінчилася «нова перша палаталізація»), була всього одна проміжна стадія: [k] > [k’] > [č’]. В. М. Чекман наводить саме таку схему для праслов'янської мови.

### Наслідки
Унаслідок першої палаталізації у праслов'янській фонетиці з'явилися три нових звуки (ʃj, ʒj, tʃj, dʒj), або три нових фонеми (ሸ, ዠ, ቸ, ጀ). На думку низки мовознавців, фонологізація ሸ, ዠ, ቸ, ጀ відбулася після переходу ē в ā після палаталізованих.

### У графіці
Наявність звуків [č], [ž], [š] поставила необхідність створення окремих символів для них у період становлення слов'янської писемності. До складу кирилиці, яка є за походженням грецьким алфавітом, були додані літери ч, ж і ш (остання — очевидно, запозичена з глаголиці). У польській абетці для позначення палаталізованих вживаються диграфи: cz — для [tʃ] і sz — для [ʃ], а також z з крапкою (ż) — для [ʒ]. У чеський абетці Ян Гус впровадив позначення цих звуків за допомогою крапок над s, z і c, надалі крапка була замінена гачеком.

## Хронологія

### Відносна хронологія
Перша палаталізація відбулася до монофтонгізації дифтонгів — остання спричинила другу палаталізацію.

### Абсолютна хронологія
Думки вчених з приводу часу діяння першої палаталізації розходяться. Зокрема, Г. П. Півторак датує цей процес VI—V ст. до н. е., Л. Мошинський початком нашої ери — II ст., А. Лампрехт відносить його до 400—475 рр. (плюс-мінус 25 років), а Ю. В. Шевельов і М. Шеклі — V—VI ст.

#### Дані топонімів

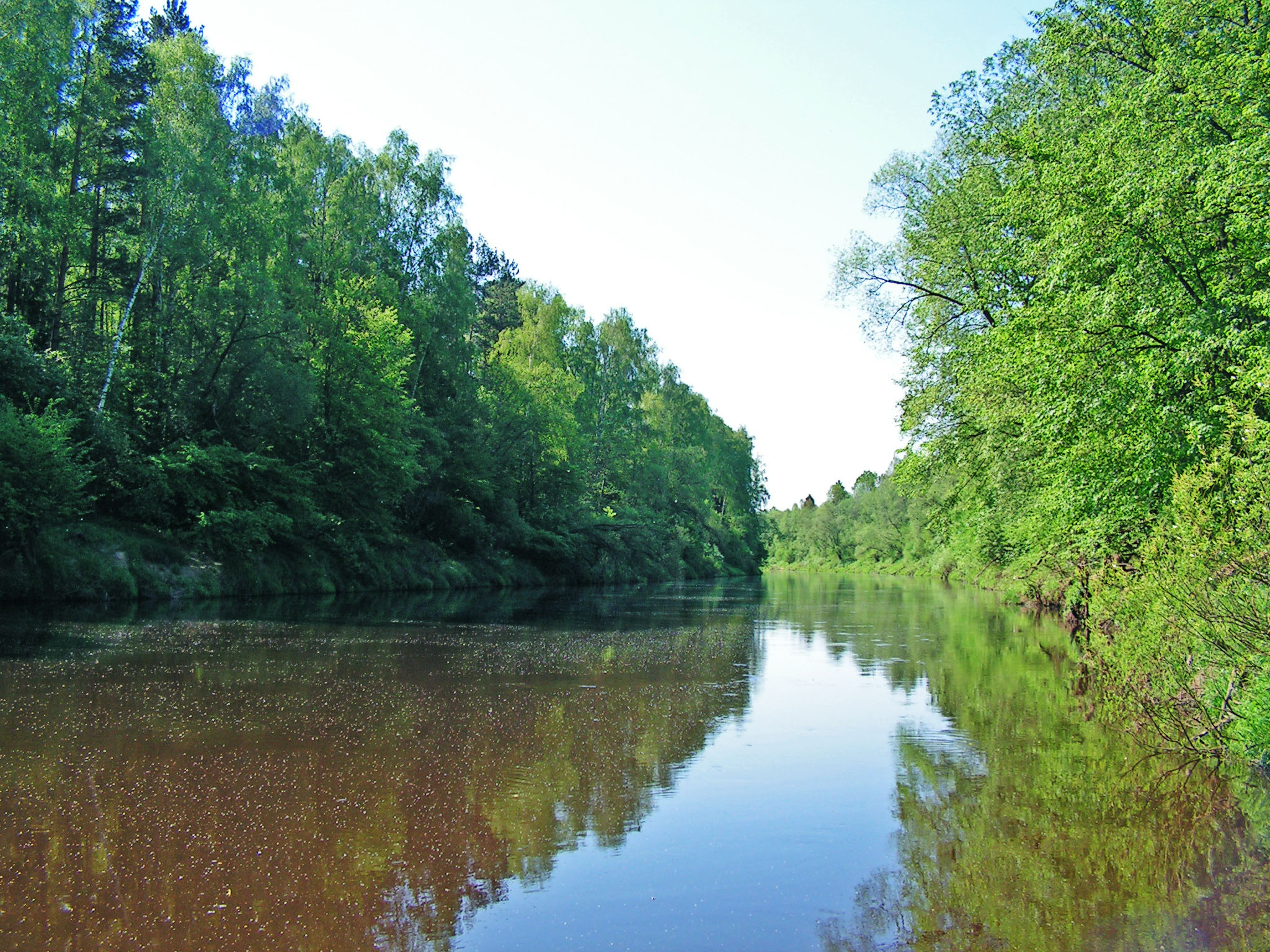
Річка Лучоса

Перша палаталізація ще діяла на період заселення слов'янами басейну верхнього Дніпра. Це підтверджується фактом, що запозичені ними в місцевого балтійського населення топоніми міняли своє питоме звучання згідно з законами першої палаталізації: *Vilkesa > Волчоса, *Akesā > Очоса, *Laṷkesā > Лучоса, Merkys > Мереч, *Gēdras (пор. лит. giẽdras «ясний») > Жадро, *Skērii̯ā > Щара. Пізніше, під час колонізації земель фіно-угрів, подібних фонетичних змін зазнали фінські топоніми Іжора (фін. Inkerinmaa, ест. Ingerimaa) і Селіжаровка.
У той же час наслідки першої палаталізації існували вже у добу заселення слов'янами Греції (VI—VII ст.). На Пелопоннесі збереглися топоніми слов'янського походження: грец. Σίρακον < прасл. *široko, Τσερνίλο < прасл. *čьrnidlo, Μουτσίλα < прасл. *močidlo, Τσερνίτσα < прасл. *čьrnica, Τσιρναόρα < прасл. *čьrna gora, Ζιγοβίστι < прасл. *žegovišče, Στρούζα < прасл. *stružija, Βερσίτσι < прасл. *vьršьсь.
Можливо, назва одного з празьких горбів Žiži походить від нім. Sieg («перемога»). У цьому випадку перша палаталізація ще діяла на період заселення слов'янами Чехії.

#### Дані запозичень
Перша палаталізація знайшла відбиток у низці слов'янських запозичень з германських мов:
- прасл. *šata / *šatъ («одяг», «шати») < прагерм. *hētaz[29][30];
- прасл. *šеlmъ («шолом») < прагерм. *helmaz[31].

Проте, на думку С. Б. Бернштейна, у даному випадку ці форми пояснюються не фонетичним процесом пом'якшення задньоязикових, а субституцією звуків — як в імені Ничипір (від грец. Νικηφόρος), а на період цих германських запозичень закон першої палаталізації вже перестав діяти.
Перша палаталізація існувала на момент контактів слов'янських племен з фінськими. Про це свідчить низка фінських запозичень з праслов'янської:
- фін. hirsi («колода») < прасл. žьrdь («жердина»);
- фін. hauki («щука») < прасл. ščuka[33].

Розглядалася також гіпотеза, що існують фінські слов'янізми, запозичені ще до першої палаталізації:
- фін. ies, множина ikeet («ярмо, іго») < прасл. *jьgo (род. відм. *jьžese < *jьgese);
- фін. kimalainen («джміль») < прасл. *čьmelь (раніша форма *kьmelь).

Проте на думку П. Калліо, тут мала місце субституція праслов'янських звуків č и dž фінським k, так само, як у фінських запозиченнях з саамської.
Фонетична форма слов'янських запозичень у новогрецькій підтверджує дані топонімів: на момент заселення слов'янами Пелопоннесу перша палаталізація вже завершилася, її рефлекси відбиваються у грецьких слов'янізмах:
- ζάμπα («жаба») < прасл. *žaba;
- μέρζα («мережа») < прасл. *merža[4].

## Паралелі

### У слов'янських мовах
У разлозьких говірках болгарської мови вже в XX ст. (після 1915 року) відбувся процес, аналогічний першій палаталізації: к’ (kʲ) > ч’ (tʃʲ), г’ (gʲ) > џ’ (dʒʲ): ч’ѝсел «кислий» (літературне кисел), ч'уфтѐ «котлета» (літ. кюфте), кнѝџ’и «книги» (літ. книги), ерџ’ѐн «холостяк» (літ. ерген).

### В інших мовах
- У діалекті народної латини, що поклав початок італійській, румунській і ретороманській мовам, звуки [k] і [g] перед голосними переднього ряду [e], [i] і [j] перейшли в tʃ і dʒ відповідно. Пор. італ. cervo ['tʃɛrvo], рум. cerb [tʃerb] — з лат. cervus [ˈkɛrwʊs] («олень»)[36]. В італійській сполучення sk в тому же положенні перейшло в [ʃ], збігшись з рефлексами *stj.
- В англійській мові в середні віки палаталізовані k, g (перед голосними переднього ряду і j) і sk (у всіх позиціях) перейшли відповідно в tʃ, dʒ і ʃ. Наприклад, cild («дитина», пор. нім. Kind) > child (МФА: [ˈtʃaɪ̯ld]), ecȝe > edge (МФА: [edʒ]), fisc («риба») > fish (МФА: [fɪʃ]). Цей процес називають палаталізацією чи асибіляцією[37].
- Так званий «закон Колліца» в праіранській мові[38]: *k, *g, *gh в положенні перед ē, e, ī, i, j перейшли в *tʃ, *dʒ, *dʒh (останній звук пізніше дав в іранських мовах dʒ, а в індійських h). Наприклад, пра-і.є. *kwetūres > санскр. चत्वारः (catvā́raḥ IAST, «чотири»), пра-і.є. *gwīwos > санскр. जीवः (jīváḥ IAST, «живий»), пра-і.є. *gwhenti > санскр. हन्ति (hánti IAST), авест. jainti («вбиває»). В індоіраністиці цей процес відомий як «друга палаталізація» (не плутати з праслов'янською другою палаталізацією), на відміну від першої — палаталізації праіндоєвропейських палатовелярних)[39].
- У правірменській мові у положенні перед голосними переднього ряду і j приголосні k, g, gh дали tʃh, tʃ і dʒ відповідно, наприклад, пра-і.є. gwheros («теплий») > вірм. jer, пра-і.є. gem- («жати») > вірм. čim («вузда»), пра-і.є. *kwetūres («чотири») > вірм. čcorkc. У вірменознавстві цей процес також називають другою палаталізацією[40].